# Супергеройська фантастика

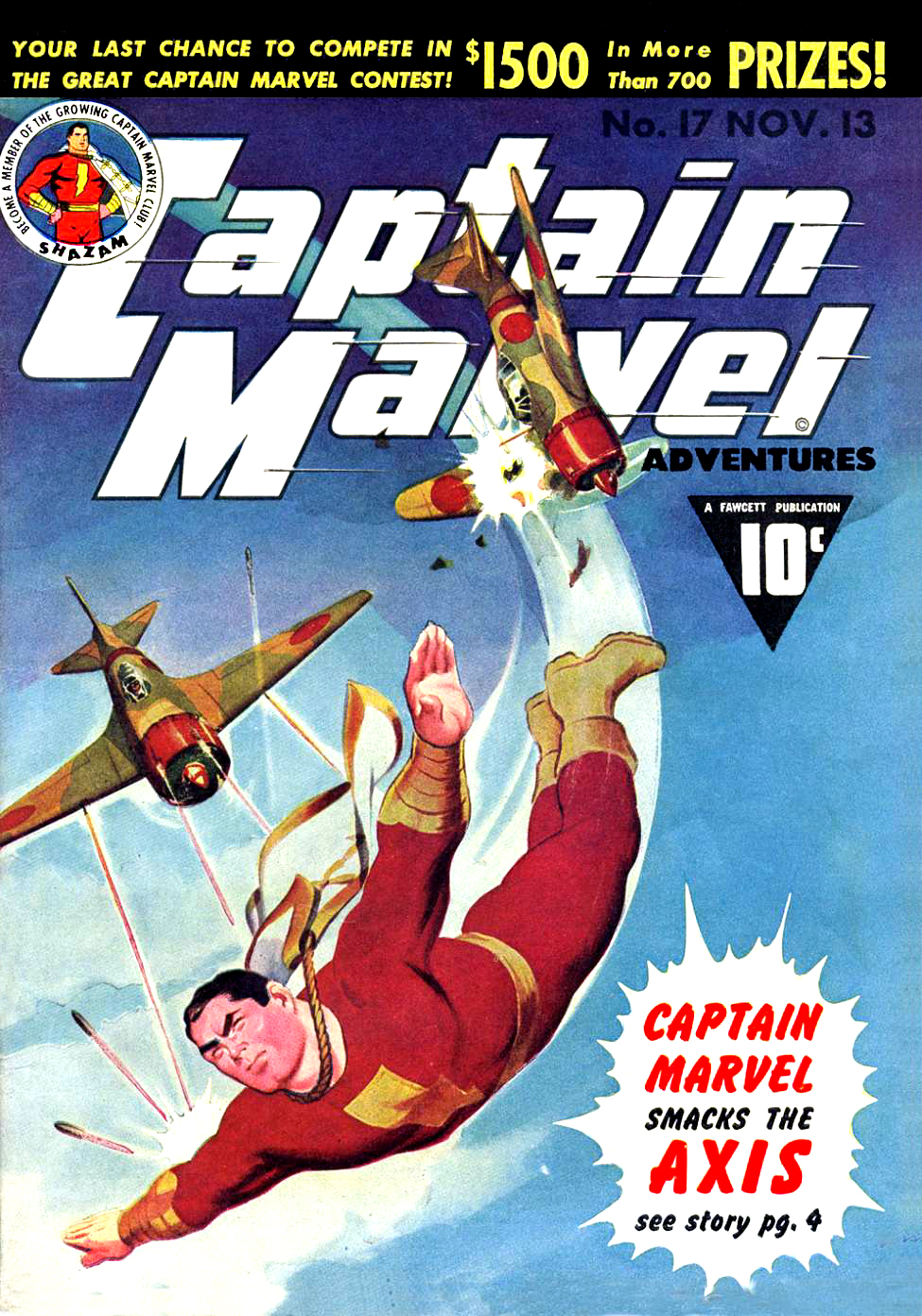
Капітан Марвел - культовий і впливовий супергерой в американській супергеройській фантастиці.

Супергеройська фантастика — це жанр фантастики, в якому досліджуються пригоди, особистості та етика костюмованих борців зі злочинністю, відомих як супергерої, які часто володіють надлюдськими здібностями та борються зі злочинцями, відомими як суперлиходії. Жанр в основному знаходиться між жорстким фентезі та м’якою науковою фантастикою спектру наукового реалізму. Найчастіше він асоціюється з американськими коміксами, хоча він поширився на галузі через адаптації та оригінальні твори.

## Спільні елементи сюжету

### Супергерої
Супергерой найчастіше є головним героєм фантастики про супергероїв. Однак деякі назви, як-от Marvels від Курта Бусіка та Алекса Росса, використовують супергероїв як другорядних персонажів. Супергерой — це типовий персонаж, який володіє «надзвичайними або надлюдськими здібностями» та покликаний захищати громадськість. З моменту дебюту прототипу супергероя Супермена в 1938 році історії про супергероїв — від коротких епізодичних пригод до триваючих багаторічних саг — домінували в американських коміксах і перейшли в інші проєкти. Саме слово датується щонайменше 1917 роком. У Сполучених Штатах термін «SUPER HEROES» є зареєстрованою торговою маркою, спільною власністю якої є DC Comics і Marvel Comics.
Згідно з більшістю визначень, персонажам не обов’язково потрібні справжні надлюдські здібності, щоб вважатися супергероями, хоча такі терміни, як одягнені борці зі злочинністю або особи в масках, іноді використовуються для позначення таких людей, як Бетмен і Зелена Стріла без таких здібностей, які мають інші спільні риси супергероїв. Таких персонажів зазвичай називали «загадковими людьми» в так званий Золотий вік коміксів, щоб відрізнити їх від персонажів із надздібностями. Зазвичай супергерої використовують свої сили, щоб протистояти повсякденній злочинності, водночас борючись із загрозами людству з боку своїх колег-злочинців, суперлиходіїв.
Такі давні супергерої, як Бетмен, Супермен і Чудо-жінка з DC, Людина-павук, Капітан Америка і Залізна людина з Marvel мають «галерею шахраїв» таких ворогів. Один із цих суперлиходіїв може бути головним ворогом супергероя. Іноді супергерої борються з іншими загрозами, такими як інопланетяни, магічні/фантастичні істоти, стихійні лиха, політичні ідеології, такі як нацизм чи комунізм (та їх прихильники), а також богоподібні чи демонічні істоти.

### Суперлиходії
Суперлиходій — це різновид персонажа лиходія, який зазвичай зустрічається в коміксах, бойовиках і науковій фантастиці в різних ЗМІ. Іноді їх використовують як кадри для супергероїв та інших героїв. У той час як супергерої часто володіють фантастичними здібностями, суперлиходій володіє відповідними силами та здібностями, щоб він міг поставити героєві складний виклик. Навіть без реальних фізичних, містичних, надлюдських або надприбульних здібностей суперлиходій часто володіє геніальним інтелектом, який дозволяє йому складати складні схеми або створювати фантастичні пристрої.
Ще одна спільна риса — наявність значних ресурсів для досягнення його цілей. Багато суперлиходіїв мають типові риси реальних диктаторів, бандитів і терористів і часто мають прагнення світового панування або універсального лідерства. Супергерої та суперлиходії часто віддзеркалюють один одного своїми силами, здібностями чи походженням. У деяких випадках єдина різниця між ними полягає в тому, що герой використовує свої надзвичайні сили, щоб допомогти іншим, тоді як лиходій використовує свої сили в егоїстичних, руйнівних або безжальних цілях.

### Таємні особи
Як супергерої, так і суперлиходії часто використовують альтер-его. Хоча іноді справжнє ім’я персонажа відоме публічно, альтернативні его найчастіше використовуються, щоб приховати таємну особу персонажа від ворогів і громадськості.
Подвійність ідентичності супергероїв зберігається в таємниці та ретельно охороняється, щоб захистити близьких від заподіяння шкоди та запобігти тому, щоб до них постійно зверталися, навіть якщо проблеми не настільки серйозні, щоб вимагати їхньої уваги. Це може стати джерелом драми, коли супергероя змушують вигадувати способи сховатися з поля зору, щоб змінитися, не розкриваючи свою особу, або нести ціну збереження такої таємниці. Крім того, цей наративний троп може дозволити персонажам фентезі бути у випадкових реалістичних історіях без появи фентезійних елементів піджанру.
У суперлиходіїв, навпаки, подвійність їхніх ідентичностей тримається в таємниці та ретельно охороняється, щоб приховати їхні злочини від загалу, щоб вони могли завдати більшої шкоди загалу та дозволити їм діяти вільно, а отже, незаконно., без ризику арешту правоохоронними органами.

### Смерть
Смерть у фантастиці про супергероїв рідко є постійною, оскільки персонажі, які помирають, часто повертаються до життя за допомогою надприродних засобів або за допомогою ретконів (ретроактивні зміни безперервності), зміни раніше встановлених фактів у безперервності вигаданого твору. Шанувальники назвали практику повернення мертвих персонажів «смертю з коміксів».
Ще одна поширена риса фантастики про супергероїв — це вбивство суперлиходієм другої половинки супергероя для розвитку сюжету. Письменниця коміксів Гейл Сімон ввела термін «Жінки в холодильниках» (названий на честь інциденту в Зеленому ліхтарі №54, де дівчина Кайла Рейнера Алекс ДеВітт була вбита суперлиходієм Майором Форсом і запхана в холодильник Рейнера), щоб позначити цю практику.

### Безперервність
Багато творів фантастики про супергероїв відбуваються в спільному вигаданому всесвіті, інколи (як у випадках всесвітів DC і Marvel ), встановлюючи вигадану безперервність тисяч творів, що розповсюджуються протягом багатьох десятиліть.
Зміни в безперервності також є поширеними, починаючи від невеликих змін у встановленій безперервності, які зазвичай називаються реткон, до повного перезавантаження, що стирає всю попередню безперервність.
Також часто трапляється, що оповідання про супергероїв містять усталених персонажів і місце дії, але відбуваються за межами основного канону для цих персонажів.

### Кросовери
Між персонажами різних творів супергеройської фантастики часто трапляються перехрещення. У коміксах публікуються широко розрекламовані «події», де багато персонажів перетинаються. У попередні епохи, особливо в бронзову добу коміксів, Marvel і DC створювали спеціальні серії, в яких їхні головні персонажі, такі як Людина-павук і Супермен, зустрічалися з різними персонажами в окремих історіях, таких як Marvel Team-Up і DC Comics Presents. Однак ця видавнича мода відпала на користь періодичних обмежених серій і появ гостей у звичайних серіалах, коли сценаристи вважали присутність персонажа виправданою.
Міжфірмові кросовери між персонажами різної спадкоємності також поширені.

### Жанрова гнучкість
За всю історію жанру коміксів автори серіалів про головних героїв мусили створювати матеріал відповідно до суворих регулярних графіків публікацій, які часто тривали роками. Таким чином, щоб задовольнити цю напружену творчу вимогу, історії про супергероїв використовували широкий спектр сюжетних жанрів, як-от фентезі, наукова фантастика, містика, жахи, кримінальна фантастика тощо, які розміщують персонажів супергероїв у великій різноманітності та поєднують сюжетну обстановку та фантастику. з їх наявністю основним загальним елементом. Таким чином, це стало очікуваним елементом фантастики про супергероїв для героїчних персонажів, які поміщаються майже в будь-які сюжетні ситуації, включаючи відносно приземлену драму з їхнім особистим життям поза костюмами.
Наприклад, The New Teen Titans був основним серіалом про супергероїв, персонажі якого були сумішшю фентезі (Ворон, Чудо-дівчинка), наукової фантастики (Кіборґ, Зірковий вогонь, Перемінник, Малюк Флеш) і кримінальної фантастики (Робін). Крім того, їхній серіал мав таку різноманітність історій, як, наприклад, протягом річного періоду 1982-1983 років, коли у швидкій послідовності команда зіткнулася з Братом Бладом, костюмованим лідером культу суперлиходіїв, а потім одразу створила історію космічної опери, де Команда відправляється на іншу планету, щоб протистояти імперським силам Blackfire, а потім повертається на Землю лише для того, щоб потрапити у відносно реалістичну міську кримінальну історію про втікачів.

Перша недільна стрічка «Привид» (28 травня 1939 р.). Мистецтво Рея Мура.

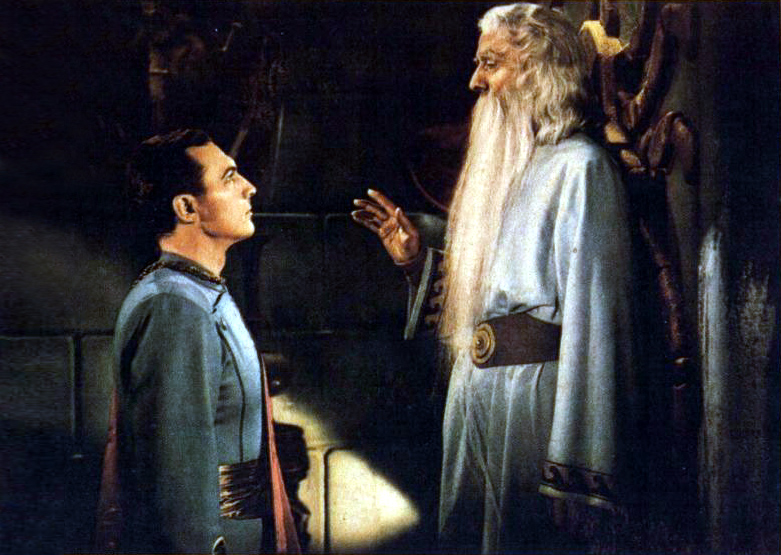
Фільм 1941 року «Пригоди капітана Марвела», Republic Pictures

## Критика
Майже з моменту появи супергероя в коміксах ця концепція зазнавала критики. Найвідомішим є роман психіатра Фредріка Вертама «Зваблення невинної» (1954), який стверджував, що в коміксах про супергероїв існує сексуальний підтекст, і містив звинувачення в тому, що Бетмен і Робін були геями, а «Диво-жінка» заохочувала фетиші жіночого домінування та лесбійство. Шановний дитячий телеведучий і продюсер Фред Роджерс вважав цей вид фантазії оманливим і шкідливим для дітей, особливо у фільмах, таких як Супермен, зі складними візуальними ефектами, які могли переконати дитину ризикувати собою, щоб наслідувати їх, принаймні без цього. відповідну освіту щодо того, як створювалися фантастичні візуальні ефекти. З цією метою Роджерс мав два епізоди, коли він пішов на Universal Studios, де знімався телесеріал «Неймовірний Галк». Там він взяв інтерв’ю у зірок, Білла Біксбі та Лу Ферріньо, показуючи, як створювалися візуальні ефекти серіалу та макіяж Ферріньо.
Письменник Аріель Дорфман критикував передбачувані класові упередження в багатьох оповіданнях про супергероїв у кількох своїх книгах, включаючи «Старий одяг імперії: що самотній рейнджер, Бабар та інші невинні герої роблять з нашим розумом » (1980), і не самотній у цьому. Марксистські критики, такі як Метью Вольф-Майєр («Світ, створений Озимандією») і Джейсон Діттмер («Тирания серіалу»), часто зазначають, що супергерої не лише складають правлячий клас, але й просто захищаючи світ як є, вони фактично утримують його від змін і таким чином блокують його в статус-кво . Деякі сучасні критики більше зосереджені на історії та еволюції концепції супергероя, як у фільмі Пітера Кугана «Супергерой: Таємне походження жанру» (2006).